# Wahlen 1892
◄◄ | ◄ | 1888 | 1889 | 1890 | 1891 | Wahlen 1892 | 1893 | 1894 | 1895 | 1896 | ► | ►►

Weitere Ereignisse
Eine Auswahl von Wahlen, die im Jahre 1892 stattfanden:

## Europa
- Bulgarien: Parlamentswahl im Herbst
- Dänemark: Parlamentswahl am 20. April
- Deutschland: Landtagswahl in Lippe 1892
- Großbritannien: Britische Unterhauswahl 1892
- Italien: Parlamentswahl in Italien 1892
- Portugal: Parlamentswahl am 23. Oktober
- Ungarn: Parlamentswahl in Ungarn 1892

## Nordamerika
- Vereinigte Staaten: Wahl zum Repräsentantenhaus der Vereinigten Staaten 1892

## Südamerika
- Argentinien: Präsidentschaftswahlen in Argentinien am 10. April